# Muhammed Al-Jasser
Muhammed Sulaiman Al-Jasser (Burayda, 1955) è un economista e politico saudita.

## Primi anni di vita e formazione
Muhammed Al-Jasser è nato a Burayda nel 1955. Ha studiato economia all'Università statale di San Diego (B.A. nel 1979) e all'Università della California, Riverside (M.A. nel 1981 e Ph.D. nel 1986).

## Carriera
Al Jasser ha iniziato la sua carriera presso il ministero delle finanze saudita nel 1981. Nel 1988 è stato nominato direttore esecutivo per l'Arabia Saudita presso il Fondo Monetario Internazionale. Il suo mandato è terminato nel 1995. In quell'anno è entrato nell'Agenzia Monetaria dell'Arabia Saudita come vice governatore e vice presidente del consiglio. Ha mantenuto l'incarico fino al 2009. Nel 1995, è stato nominato anche vice ministro delle finanze e dell'economia nazionale per il bilancio e l'organizzazione ad interim. Fino al 2009, è stato direttore della società mineraria saudita.
Nel febbraio 2009 è diventato governatore dell'Agenzia monetaria dell'Arabia Saudita, in sostituzione di Hamad Al Sayari. Il 30 marzo 2010 è stato nominato primo presidente del Consiglio monetario del Golfo. Il compito di questa organizzazione è quello di stabilire una banca centrale unita e una moneta comune per il Consiglio di cooperazione del Golfo. Ha presieduto la Saudi Telecom, la compagnia di telefonia fissa e mobile del paese, ed è membro dei consigli di amministrazione di varie istituzioni finanziarie nazionali e regionali, tra cui la Banca islamica per lo sviluppo e il Fondo monetario arabo. Il 13 dicembre 2011 è stato nominato ministro dell'economia e della pianificazione, in sostituzione di Khalid bin Mohammed Al Gosaib, che era in carica dal 2003. Ha concluso il mandato il 29 aprile 2015, quando è stato sostituito da Adel Fakeih.

## Riconoscimenti
Al Jasser è descritto come un tecnocrate ben considerato da James Reeve, economista anziano presso Samba Financial Group di Londra.
Nel 2009, è stato nominato come uno dei cinquanta più influenti arabi del mondo dalla rivista The Middle East.